# Ernst Kundt

Ernst Kundt

Ernst Kundt (* 15. April 1897 in Böhmisch-Leipa, Österreich-Ungarn; † 15. Februar 1947 in Prag) war ein sudetendeutscher Politiker des Nationalsozialismus.

## Herkunft, Kriegsteilnahme, Studium und völkische Betätigung
Kundt stammte aus einer Arbeiterfamilie und betätigte sich früh in der deutschen Jugendbewegung seiner Heimat. Er meldete sich nach dem Besuch des humanistischen Gymnasiums 1915 als Kriegsfreiwilliger während des Ersten Weltkrieges zur k.u.k. Armee. Er absolvierte eine österreichische Offiziersschule und geriet bereits 1916 in russische Kriegsgefangenschaft. Zunächst war er Kriegsgefangener in Sibirien und ab 1919 als Pfleger in einem tschechischen Legionärslazarett in Wladiwostok tätig.
Nach Kriegsende kehrte er 1920 in die Tschechoslowakei zurück. Danach studierte er Rechts- und Staatswissenschaften an der Deutschen Universität in Prag und in Marburg. Ab 1922 leitete er die sudetendeutsche Jugendbewegung, die er von 1925 bis 1933 in Berlin bei der Mittelstelle deutscher Jugend Europas vertrat. Von 1925 bis 1939 vertrat er zudem die Sudetendeutschen im Verband der deutschen Volksgruppen Europas, deren Vizepräsident er 1938/39 war. Des Weiteren war er 1925/26 Sekretär der deutschen Wirtschaftsverbände in Böhmen und Mähren und gehörte dem Vorstand der deutschen Völkerbundsliga in der Tschechoslowakei an. Kundt wurde, nachdem er bereits zuvor Sekretär der „Deutschpolitischen Arbeitsstelle“ (später Deutschpolitisches Arbeitsamt) der „Arbeits- und Vertretungszentrale des Deutschtums in der Tschechoslowakei“ war, dort am 3. April 1927 deren Geschäftsführer und bekleidete diesen Posten bis 1938.

## SdP-Politiker und Hinwendung zum Nationalsozialismus
Kundt wurde Vertrauensmann für Prag bei der Antikomintern. Er schloss sich 1933 der Sudetendeutschen Heimatfront (SHF) an und wurde Vertrauter Konrad Henleins. Aufgrund seiner politischen Aktivitäten wurde er deswegen in der Tschechoslowakei mehrfach in Haft genommen. Zusammen mit Henlein gehörte er zu den Begründern der Sudetendeutschen Partei (SdP), einer Nachfolgeorganisation der SHF, die von der NSDAP unterstützt wurde. Er gehörte als Generalsekretär der Hauptleitung und schließlich auch dem Führungsrat der Partei an. Von 1935 bis 1939 war er Abgeordneter und Fraktionsgeschäftsführer der Sudetendeutschen Partei im Abgeordnetenhaus des Prager Parlaments, deren Fraktionsvorsitzender er zudem von 1936 bis 1938 war. Als Angehöriger des Kameradschaftsbundes um den Spann-Schüler Walter Heinrich gehörte er innerhalb der Partei zu dem Flügel der SdP, der im Gegensatz zum nationalsozialistischen Parteiflügel um Karl Hermann Frank eine Autonomie des Sudetenlandes innerhalb der Tschechoslowakei anstrebte, jedoch keine Angliederung des Sudetenlands an das nationalsozialistische Deutsche Reich. Noch während der sich zuspitzenden Sudetenkrise befürwortete er 1937/38 eine „Verschweizerung“ der Tschechoslowakei. Er war Leiter einer Delegation von SdP-Abgeordneten, die in Verhandlungen mit der tschechoslowakischen Regierung bezüglich einer sudetendeutschen Autonomie trat. Aufgrund der politischen Entwicklung entband Henlein Kundt am 14. September 1938 von dieser Funktion. Nach der deutschen Besetzung des Sudetenlandes infolge des Münchner Abkommens am 1. Oktober 1938 blieb Kundt in der Tschechoslowakei. Er wurde Führer der deutschen Volksgruppe und der deutschen nationalsozialistischen Abgeordneten und Senatoren im Prager Parlament.
Nach der Zerschlagung der Rest-Tschechei am 15. März 1939 beantragte er am 21. Juni 1939 die Aufnahme in die NSDAP und wurde rückwirkend zum 1. April desselben Jahres aufgenommen (Mitgliedsnummer 7.077.777). Er übernahm die Leitung der Deutschen Arbeitsämter und der Reichshilfe in Böhmen und Mähren. Am 25. April 1939 wurde er als Abgeordneter für die Deutschen im Reichsprotektorat Böhmen und Mähren in den Reichstag entsandt und blieb dies bis 1945. Kundt, der auch Mitglied der SA war, bekleidete zuletzt den Rang eines SA-Oberführers (Oberst).

## Zweiter Weltkrieg – Distriktsgouverneur Radom im deutsch besetzten Polen

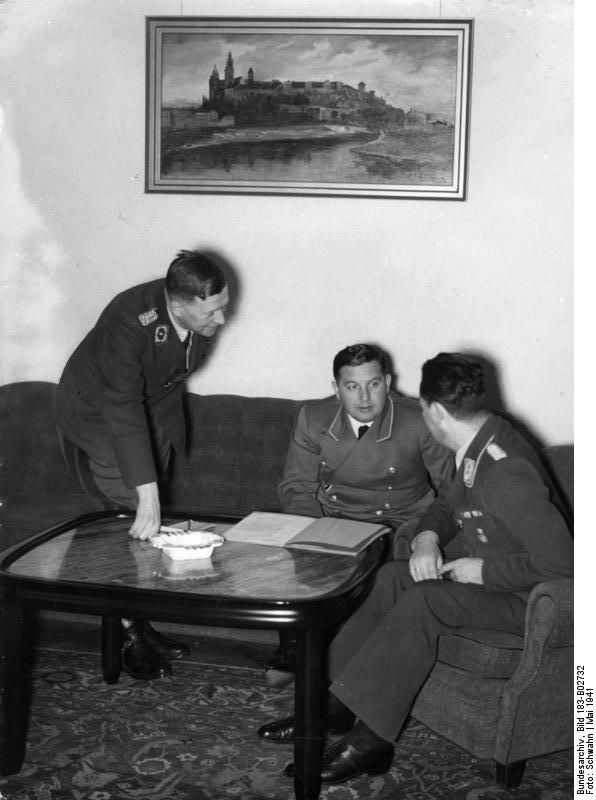
Besprechung bei Josef Bühler in Krakau, links Kurd Eissfeldt, Mitte Bühler, rechts Ernst Kundt, Mai 1941

Nach Beginn des Zweiten Weltkrieges wurde seinem Ersuchen bei der Luftwaffe zu dienen nicht entsprochen. Im Zuge der deutschen Besetzung Polens wurde Kundt ins Generalgouvernement (GG) versetzt. Von Mitte September 1939 bis Ende Dezember 1939 war Kundt Stadtkommandant in Tarnow, anschließend bis Ende August 1940 Landrat in Tarnow, dann bis Anfang August 1941 Unterstaatssekretär als Stellvertreter von Josef Bühler im Generalgouvernement. Zudem übernahm er noch kommissarisch im Herbst 1940 kurzzeitig die Leitung der Inneren Abteilung bei der Regierung des Generalgouvernements. Von Anfang April 1941 bis Mitte September 1941 war Kundt als Regierungskommissar für die Gesamtwirtschaft im GG verantwortlich und danach in gleicher Funktion für den Distrikt Radom. Ab August 1941 war er bis zum Ende der deutschen Besetzung Polens Gouverneur des Distrikts Radom im Generalgouvernement. Angesichts des zunehmenden Widerstands der polnischen Bevölkerung gegen die deutschen Besatzer warb er um eine weniger repressive NS-Politik im Generalgouvernement: Er befürwortete unter anderem die Sicherung der „Ernährung“ und „Eigentums“ der Polen und die unauffällige Ansiedlung Volksdeutscher auf polnischem Boden. Infolge seiner für die deutschen Besatzungsverhältnisse eher „maßvollen Politik“, konnte Kundt „bis zum Ende der Besatzungszeit Ruhe und Ordnung im Distrikt Radom, der für die Rüstungsindustrie wichtig war, relativ gut aufrechterhalten“. Während seiner Gouverneurstätigkeit im Distrikt Radom wurden die Juden aus dem Ghetto Radom in die Vernichtungslager der Aktion Reinhardt deportiert und ermordet. Kundt teilte den Kreishauptmännern des ihm unterstehenden Distriktes im Sommer 1942 mit, dass die „Umsiedlung der Juden im Distrikt Radom beginnen werde“. Vom 27. September 1943 bis zum 18. November 1943 war er zusätzlich Gouverneur im Distrikt Krakau.

## Ende
Nach Kriegsende wurde Kundt in Karlsbad verhaftet. Der Prozess gegen ihn und weitere ehemalige sudetendeutsche Abgeordnete begann im Dezember 1946 und endete am 15. Februar 1947 mit einem Todesurteil. Kundt wurde noch am selben Tag im Prager Gefängnis Pankrác hingerichtet.

## Werke
- Jugendführung und Volksgestaltung, Reichenberg i. B. : Sudetendeutscher Verlag F. Kraus, 1925